# 水上玄太
水上 玄太（みずかみ げんた, 1983年5月24日 - ）は、北海道札幌市出身のフットサル選手。エスポラーダ北海道所属。ポジションはピヴォ。2015-16シーズン終了時点でFリーグ通算243試合に出場しており、歴代最多出場記録を保持している。

## 経歴

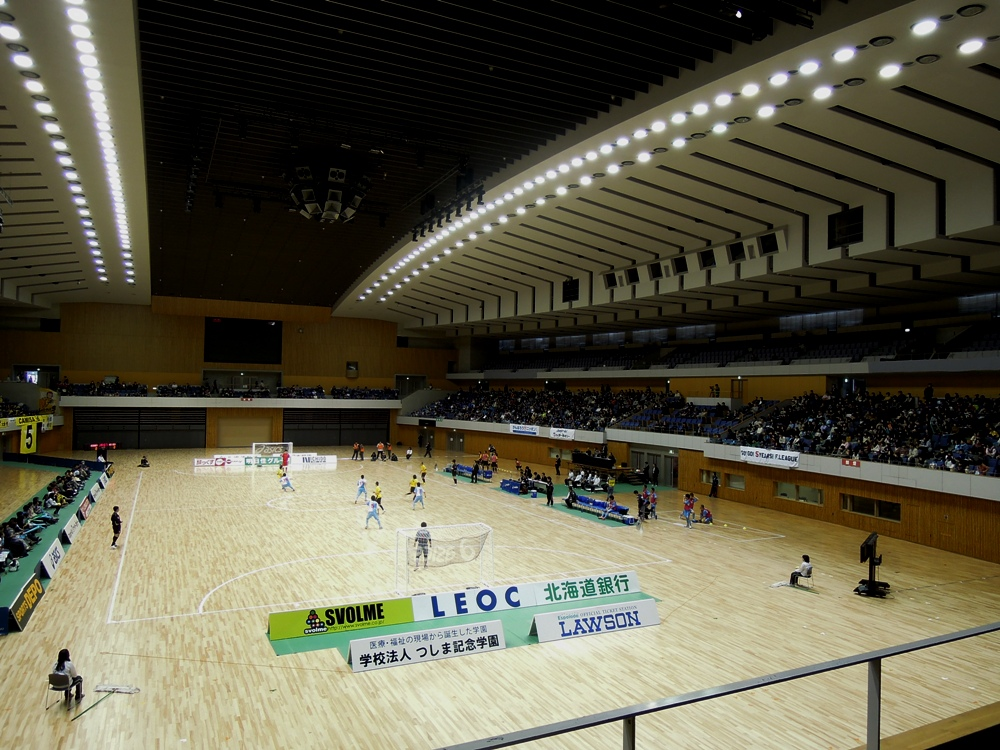
きたえーるでのFリーグ試合時

北海道札幌市出身。北海道では冬季に屋外でサッカーをプレーすることが難しく、サロンフットボール（室内ミニサッカー）が盛んに行われていた。水上は小学3年次にサッカーを始めたものの、サッカーの練習後には体育館でサロンフットボールに親しんでいた。中学校・高校に進学してもサッカーを続けていたが、腰を痛めたことがきっかけで北海高等学校1年秋にサッカー部を退部。その頃にはサロンフットボールではなくフットサルが広まり始めており、高校在籍時から社会人フットサルチームに加入してプレーしていた。高校卒業後には一般企業に就職したが、フットサル選手の夢を追いかけるために退社してフットサル指導員となると、アルバイトをしながらプレーを続けた。
2007年のFリーグが創設されると、2007-08シーズンはステラミーゴいわて花巻で「プロ契約」選手としてプレー。2007年9月24日、2007-08シーズン開幕戦の湘南ベルマーレ戦でFリーグ初得点を挙げた。2008年にはキャプテンだった渡辺幸彦が抜けたため、2008-09シーズンは水上がキャプテンに就任。2シーズン連続で開幕戦ゴールを決めている。
2008年に地元の北海道にエスポラーダ北海道が創設され、2009年にFリーグ参入が決定すると、北海道の小野寺隆彦監督に請われ、2009年に北海道と契約した。2009-10シーズン、2010-11シーズンも開幕戦でゴールを挙げており、花巻時代から4シーズン連続で開幕戦ゴールを決めた。2009-10シーズンは26試合に出場して自己最多の18得点を挙げ、初めてFリーグベスト5に選出された。2009年11月には日本代表候補に選出されてトレーニングキャンプに参加した。
2011-12シーズンは27試合に出場してリーグ3位の20得点を挙げ、自身2度目のベスト5に選出された。2012-13シーズン第20節ではFリーグ通算100得点を達成した。2012-13シーズンは27試合出場27得点の成績を残し、2シーズン連続3度目のベスト5に選出された。2014-15シーズン第20節の北海道セントラルでは、地元でFリーグ通算200試合出場を達成した。通算200試合出場は水上がFリーグ史上初である。

## 所属クラブ

### サッカー
- 北海高等学校サッカー部

### フットサル
- 2000 トライアンフ[3]
- 2001 札幌フットサルクラブ[3]
- 2002 クラブ・アトレチコ・カピュウ[3]
- 2003-2006 arusa[3]
- 2007-2009 ステラミーゴいわて花巻 [3]
- 2009- エスポラーダ北海道 [3]

## タイトル
- Fリーグベスト5 : 2009-10, 2011-12, 2012-13

## 個人成績
| 国内大会個人成績 | 国内大会個人成績 | 国内大会個人成績 | 国内大会個人成績 | 国内大会個人成績 | 国内大会個人成績 | 国内大会個人成績 | 国内大会個人成績 | 国内大会個人成績 | 国内大会個人成績 | 国内大会個人成績 | 国内大会個人成績 |
| 年度             | クラブ           | 背番号           | リーグ           | リーグ戦         | リーグ戦         | リーグ杯         | リーグ杯         | オープン杯       | オープン杯       | 期間通算         | 期間通算         |
| 年度             | クラブ           | 背番号           | リーグ           | 出場             | 得点             | 出場             | 得点             | 出場             | 得点             | 出場             | 得点             |
| 日本             | 日本             | 日本             | 日本             | リーグ戦         | リーグ戦         | オーシャン杯     | オーシャン杯     | 全日本選手権     | 全日本選手権     | 期間通算         | 期間通算         |
| ---------------- | ---------------- | ---------------- | ---------------- | ---------------- | ---------------- | ---------------- | ---------------- | ---------------- | ---------------- | ---------------- | ---------------- |
| 2007-08          | 花巻             | Fリーグ          | 8                | 21               | 13               |                  |                  |                  |                  |                  |                  |
| 2008-09          | 花巻             | Fリーグ          | 8                | 21               | 8                |                  |                  |                  |                  |                  |                  |
| 2009-10          | 北海道           | Fリーグ          | 17               | 26               | 18               |                  |                  |                  |                  |                  |                  |
| 2010-11          | 北海道           | Fリーグ          | 17               | 25               | 19               |                  |                  |                  |                  |                  |                  |
| 2011-12          | 北海道           | Fリーグ          | 17               | 27               | 20               |                  |                  |                  |                  |                  |                  |
| 2012-13          | 北海道           | Fリーグ          | 17               | 27               | 27               |                  |                  |                  |                  |                  |                  |
| 2013-14          | 北海道           | Fリーグ          | 17               | 34               | 17               |                  |                  |                  |                  |                  |                  |
| 2014-15          | 北海道           | Fリーグ          | 17               | 32               | 18               |                  |                  |                  |                  |                  |                  |
| 2015-16          | 北海道           | Fリーグ          | 17               | 30               | 15               |                  |                  |                  |                  |                  |                  |
| 通算             | 日本             | 日本             | Fリーグ          | 243              | 155              |                  |                  |                  |                  |                  |                  |
| 通算             | 日本             |                  |                  |                  |                  |                  |                  |                  |                  |                  |                  |
| 総通算           |                  |                  |                  |                  |                  |                  |                  |                  |                  |                  |                  |